# Terry Carr
Terry Gene Carr (n. 19 februarie 1937, Grants Pass, Oregon – d. 7 aprilie 1987, Berkeley, California) a fost un autor american de literatură științifico-fantastică, editor și profesor.

## Lucrări publicate

### Romane
- Warlord of Kor (1963)
- Invasion from 2500 (1964, cu Ted White sub pseudonimul Norman Edwards)
- Cirque (1977)

### Colecții
- The Incompleat Terry Carr (1972, 1988)
- The Light at the End of the Universe (1976)
- Fandom Harvest (1986)

### Antologii

#### World's Best Science Fiction
- - World's Best Science Fiction: 1965 (1965 cu Donald A. Wollheim)
  - World's Best Science Fiction: 1966 (1966 cu Donald A. Wollheim)
  - World's Best Science Fiction: 1967 (1967 cu Donald A. Wollheim)
  - World's Best Science Fiction: 1968 (1968 cu Donald A. Wollheim)
  - World's Best Science Fiction: 1969 (1969 cu Donald A. Wollheim)
  - World's Best Science Fiction: 1970 (1970 cu Donald A. Wollheim)
  - World's Best Science Fiction: 1971 (1971 cu Donald A. Wollheim)

#### The Best Science Fiction of the Year
- - The Best Science Fiction of the Year (1972)
  - The Best Science Fiction of the Year #2 (1973)
  - The Best Science Fiction of the Year #3 (1974)
  - The Best Science Fiction of the Year #4 (1975)
  - The Best Science Fiction of the Year #5 (1976)
  - The Best Science Fiction of the Year #6 (1977)
  - The Best Science Fiction of the Year #7 (1978)
  - The Best Science Fiction of the Year #8 (1979)
  - The Best Science Fiction of the Year #9 (1980)
  - The Best Science Fiction of the Year #10 (1981)
  - The Best Science Fiction of the Year #11 (1982)
  - The Best Science Fiction of the Year #12 (1983)
  - The Best Science Fiction of the Year #13 (1984)
  - Terry Carr's Best Science Fiction of the Year (1985)
  - Terry Carr's Best Science Fiction of the Year #15 (1986)
  - Terry Carr's Best Science Fiction and Fantasy of the Year #16 (1987)

#### Universe
- - Universe 1 (1971)
  - Universe 2 (1972)
  - Universe 3 (1973)
  - Universe 4 (1974)
  - Universe 5 (1975)
  - Universe 6 (1976)
  - Universe 7 (1977)
  - Universe 8 (1978)
  - Universe 9 (1979)
  - Universe 10 (1980)
  - Universe 11 (1981)
  - Universe 12 (1982)
  - Universe 13 (1983)
  - Universe 14 (1984)
  - Universe 15 (1985)
  - Universe 16 (1986)
  - Universe 17 (1987)

#### Alte antologii
- Ace Science Fiction Specials
- Science Fiction for People Who Hate Science Fiction (1966)
- New Worlds of Fantasy (1967)
- Dream's Edge (1980)